# Lato Zet i Dwójki 2014

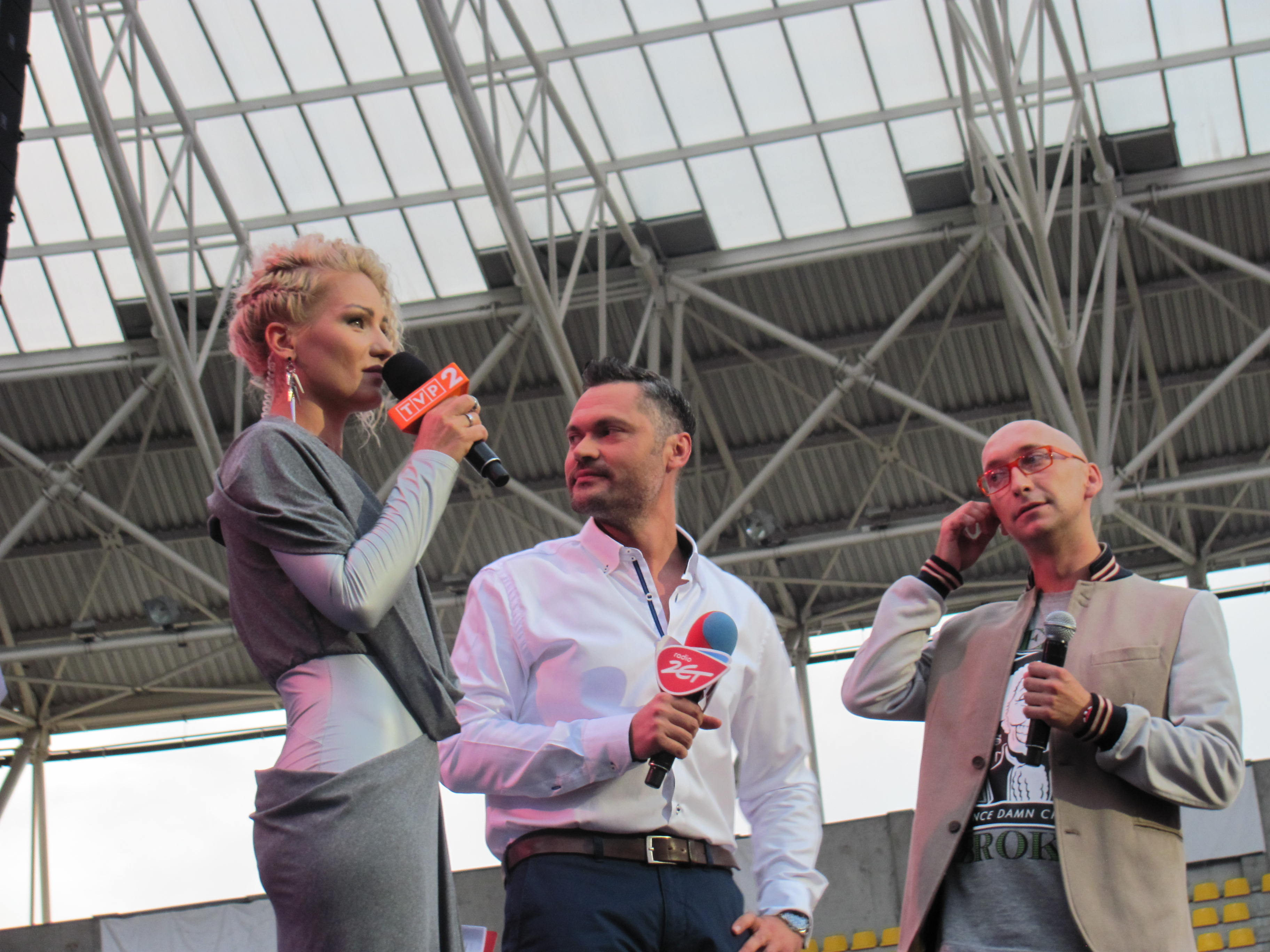
Prowadzący trasę Lata Zet i Dwójki: Marika, Rafał Olejniczak i Kamil Nosel

Lato Zet i Dwójki 2014 – czwarta edycja trasy koncertowej „Lato Zet i Dwójki”, składającej się z dziewięciu otwartych koncertów w Kołobrzegu (dwukrotnie), Słubicach, Zielonej Górze, Łodzi, Toruniu, Koszalinie, Zabrzu i Uniejowie. Siedem z nich transmitowanych było na żywo przez TVP2. Trasę poprowadzili Rafał Olejniczak oraz Marika (którą w Koszalinie zastąpiła Anna Popek, a w Uniejowie Magdalena Mielcarz). Obu prezenterów wspomagał redaktor Radia Zet Kamil Nosel.
Koncert inauguracyjny trasy odbył się 28 czerwca w Kołobrzegu, zaś ostatni  24 sierpnia w Uniejowie. Była to największa radiowo-telewizyjna trasa koncertowa w 2014 roku w Polsce, na której wystąpiło łącznie około 80 artystów. Producentem wykonawczym trasy była Grupa Eurozet, a patronem medialnym gazeta codzienna Fakt.
Cała trasa zgromadziła ponad 180 000 osób  publiczności, zaś średnia widownia przed telewizorami wyniosła około 1 500 000 osób. 
Wstęp na koncerty był wolny. Za każdym razem w czasie koncertu trwało esemesowe głosowanie na najlepszy występ, a laureat na sam koniec konkursu ponownie wykonywał zwycięski utwór. Laureatami poszczególnych dni konkursowych zostali: dwukrotnie Pectus („Barcelona”), Poparzeni Kawą Trzy („Byłaś dla mnie wszystkim”), Anna Wyszkoni („Na cześć wariata”), Liber i Natalia Szroeder („Nie patrzę w dół”), LemON i Karolina Nawrocka („Wkręceni – Nie ufaj mi”) oraz Kasia Popowska („Przyjdzie taki dzień”).

## Kołobrzeg, 28 czerwca 2014
Koncert nie był transmitowany w telewizji. Tego dnia wystąpiły wyłącznie dwa zespoły muzyczne: Hamak Band oraz LemON. Recital grupy Pectus, mimo obecności artystów, nie odbył się z powodu intensywnych opadów deszczu. Na scenie miała się także pojawić Halina Mlynkova, która jednak z przyczyn zdrowotnych odwołała swój występ.

## Kołobrzeg, 29 czerwca 2014
Pierwszy transmitowany na żywo w TVP2 koncert trasy koncertowej „Lato Zet i Dwójki 2014” odbył się 29 czerwca 2014 roku w Kołobrzegu. Scena znajdowała się na plaży nieopodal Kamiennego Szańca przy ul. Sułkowskiego. Całość koncertu prowadził Rafał Olejniczak, któremu towarzyszyła Marika. W czasie jego trwania, widzowie w głosowaniu sms-owym przyznawali nagrodę za najlepszy występ, którą ostatecznie zdobył zespół Pectus za wykonanie utworu „Barcelona”.
Zagranicznymi gośćmi specjalnymi koncertu byli Eddy Wata oraz Kate Ryan, która prócz utworów konkursowych wykonała dodatkowo „Voyage Voyage”. Poza konkursem wystąpiła także Jula z piosenką „Nieśmiertelni” i Edyta Górniak, która zaśpiewała utwory „Your High” oraz „Teraz – tu”.

### Wykonania konkursowe

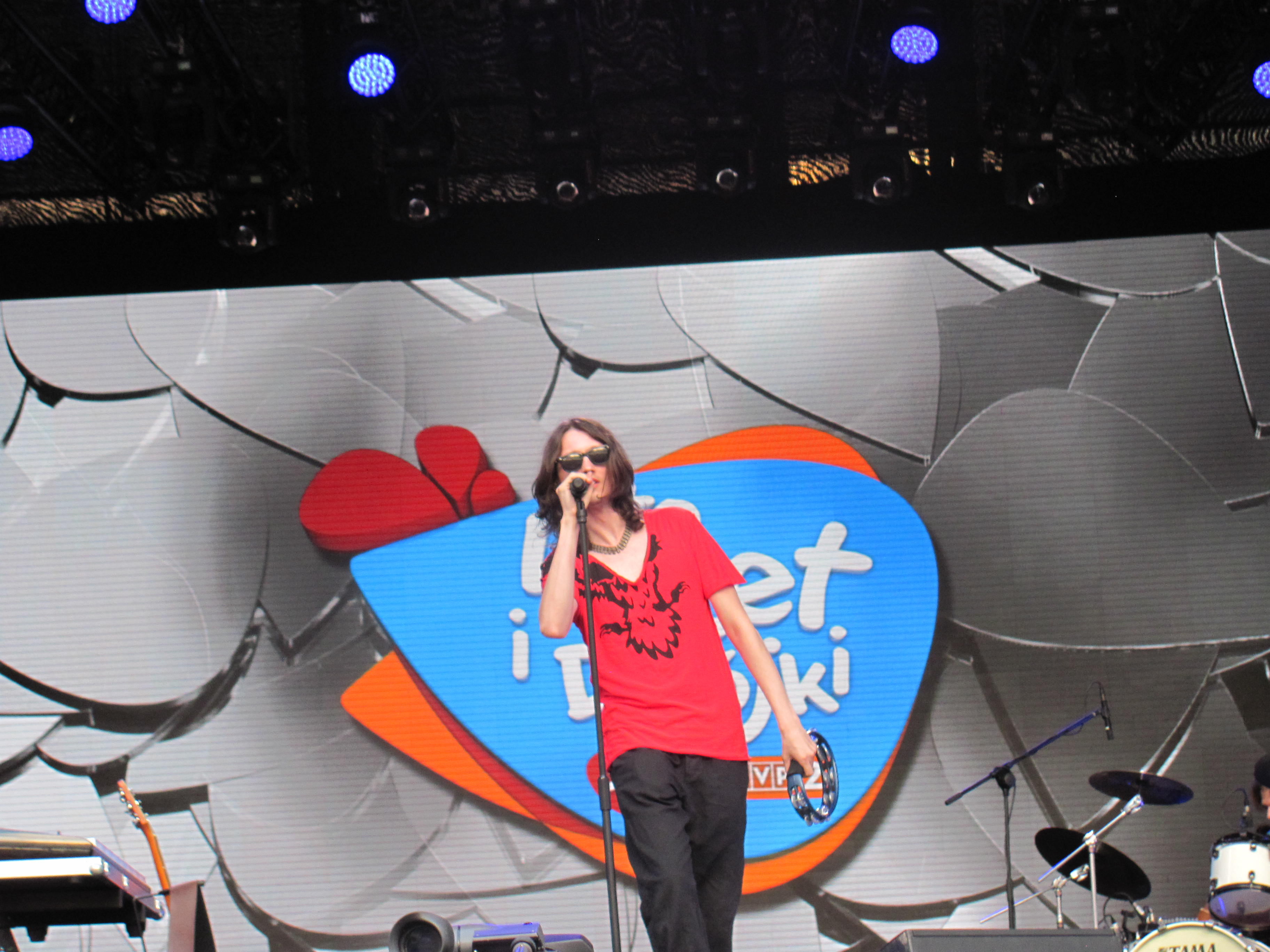
Maciej Tacher z zespołu Manchester podczas występu konkursowego w Toruniu

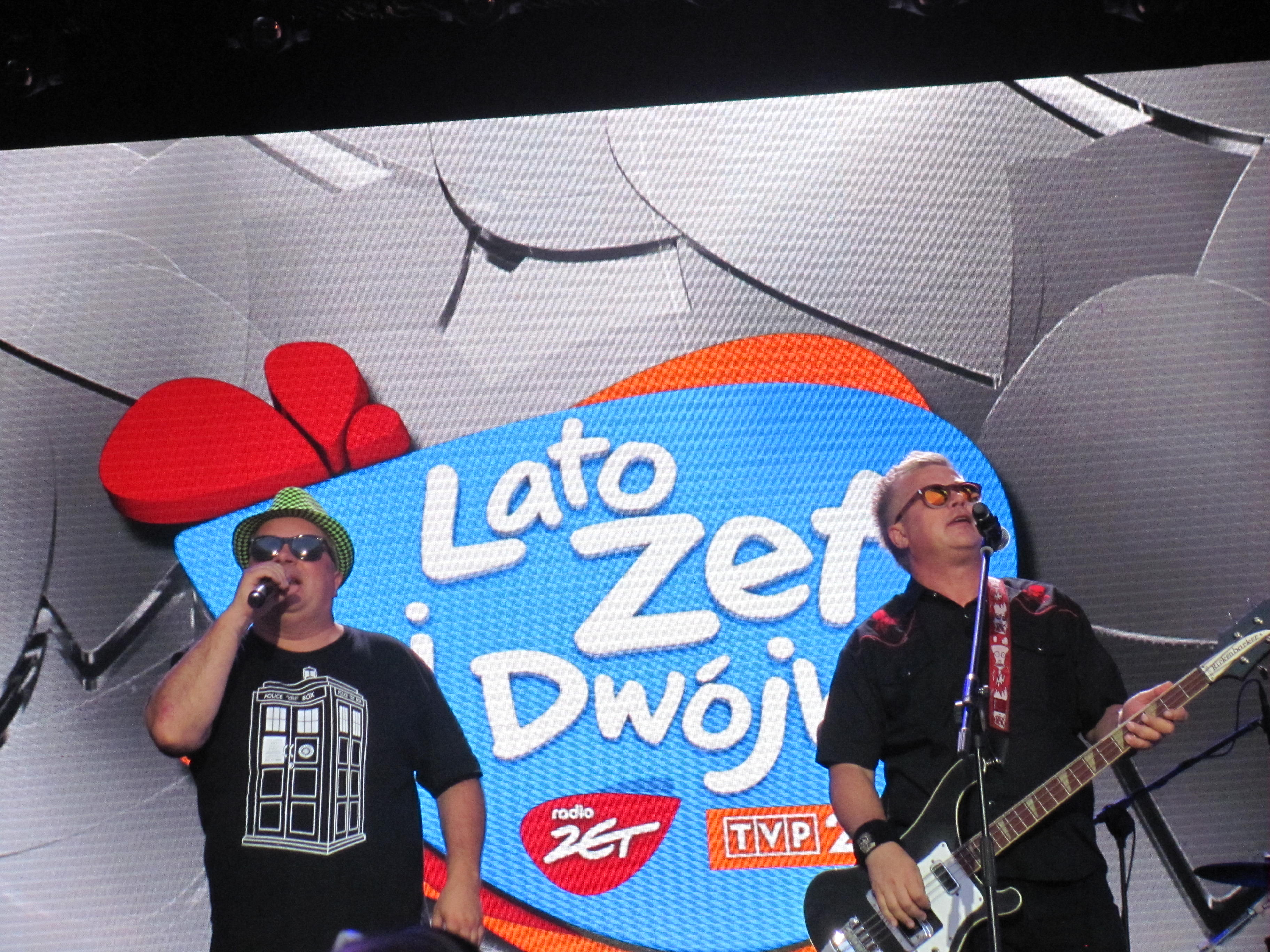
Krzysztof Skiba i Jacek Jędrzejak z zespołu Big Cyc podczas występu w Toruniu

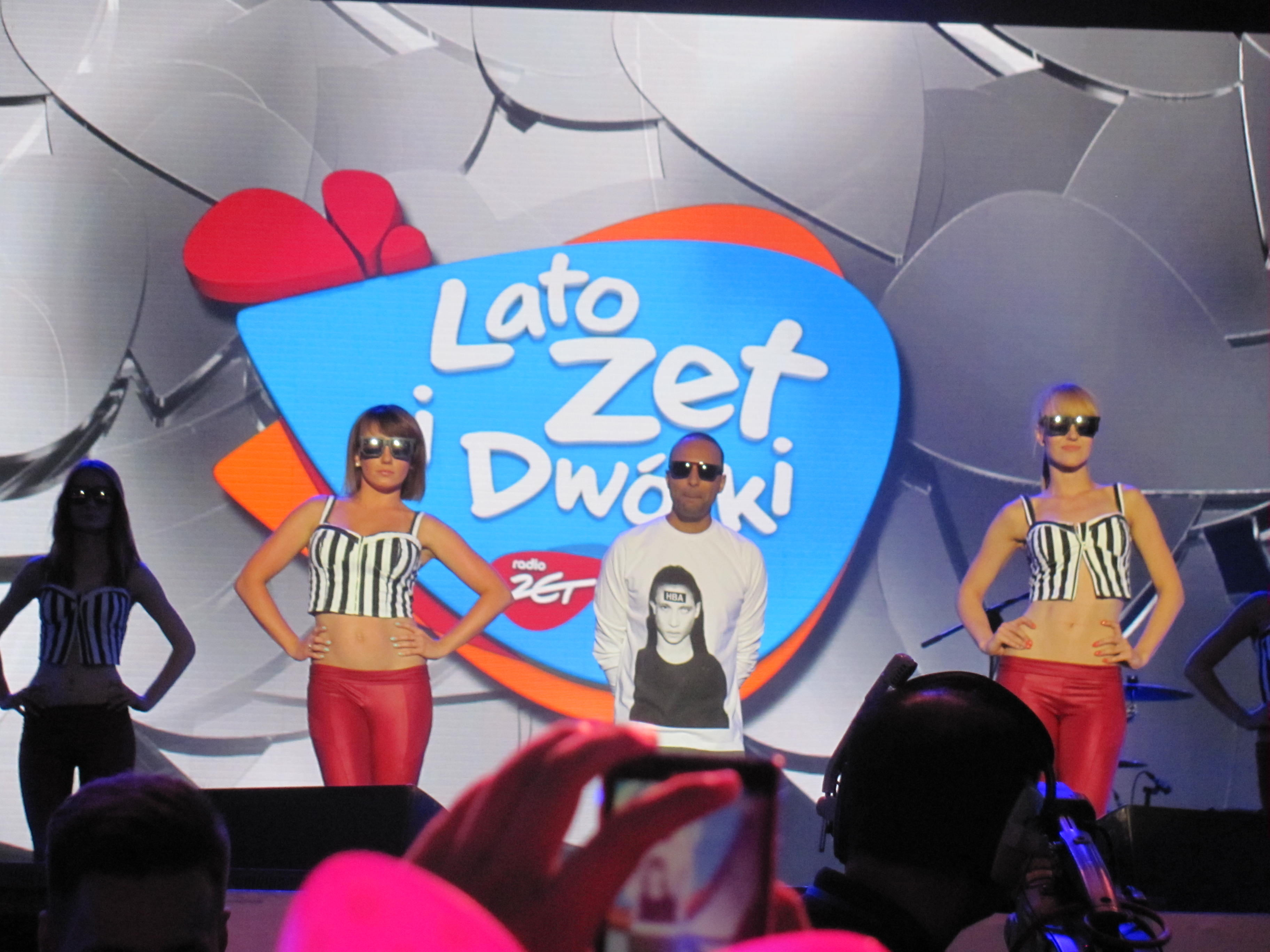
Arash w towarzystwie tancerek podczas występu konkursowego w Toruniu

| Lp. | Artysta          | Piosenka                                              | Źródło |
| --- | ---------------- | ----------------------------------------------------- | ------ |
| 1.  | Donatan i Cleo   | „My Słowianie”                                        | [ 17 ] |
| 2.  | Eddy Wata        | „I Love My People”                                    | [ 17 ] |
| 3.  | Eddy Wata        | „I Wa le Wa”                                          | [ 17 ] |
| 4.  | LemON            | „Wkręceni – Nie ufaj mi”                              | [ 17 ] |
| 5.  | Pectus           | „Barcelona”                                           | [ 17 ] |
| 6.  | Pectus           | „Jeden moment”                                        | [ 17 ] |
| 7.  | Mateusz Ziółko   | „I Want to Break Free” (cover zespołu Queen)          | [ 17 ] |
| 8.  | Honorata Skarbek | „Nie powiem jak”                                      | [ 17 ] |
| 9.  | Honorata Skarbek | „GPS”                                                 | [ 17 ] |
| 10. | Eddy Wata        | „My Dream”                                            | [ 5 ]  |
| 11. | Kate Ryan        | „Ella, elle l'a”                                      | [ 5 ]  |
| 12. | Kate Ryan        | „Désenchantée”                                        | [ 5 ]  |
| 13. | Donatan i Cleo   | „Cicha woda”                                          | [ 5 ]  |
| 14. | Jula             | „Za każdym razem”                                     | [ 5 ]  |
| 15. | LemON            | „Napraw”                                              | [ 5 ]  |
| 16. | LemON            | „Ake”                                                 | [ 5 ]  |
| 17. | Michał Szyc      | „A Whiter Shade of Pale” (cover zespołu Procol Harum) | [ 5 ]  |

## Słubice, 11 lipca 2014
Drugi transmitowany na żywo w TVP2 koncert trasy koncertowej „Lato Zet i Dwójki 2014” miał miejsce 11 lipca 2014 roku w Słubicach. Scena znajdowała się na stadionie Słubickiego Ośrodka Sportu i Rekreacji przy ul. Sportowej 1. Imprezę prowadził Rafał Olejniczak z Mariką, a gościnnie towarzyszył im Szymon Majewski, który tego dnia podpisał umowę o pracę z Radiem Zet. W czasie trwania koncertu, widzowie w głosowaniu sms-owym przyznawali nagrodę za najlepszy występ, którą ostatecznie zdobył zespół Poparzeni Kawą Trzy za wykonanie utworu „Byłaś dla mnie wszystkim”. Podczas imprezy wręczono nagrodę zespołowi Blue Café za 15 lat istnienia na polskim rynku muzycznym.
Koncert pod sceną oglądało około 10 tysięcy osób. Pozakonkursowo na scenie zaprezentowała się Sylwia Grzeszczak, która wykonała medley utworów „Sen o przyszłości”, „Małe rzeczy”, „Karuzela”, „Pożyczony” oraz „Księżniczka”, jak również zespół Enej wykonujący dodatkowo singel „Tak smakuje życie” z albumu Folkhorod.

### Wykonania konkursowe
| Lp. | Artysta                   | Piosenka                                                | Źródło |
| --- | ------------------------- | ------------------------------------------------------- | ------ |
| 1.  | Oceana                    | „Endless Summer”                                        | [ 21 ] |
| 2.  | Oceana                    | „Everybody”                                             | [ 21 ] |
| 3.  | Blue Café                 | „Buena”                                                 | [ 21 ] |
| 4.  | Blue Café                 | „Do nieba, do piekła” / „Lambada” (cover zespołu Kaoma) | [ 21 ] |
| 5.  | Grzegorz Hyży             | „Na chwilę”                                             | [ 21 ] |
| 6.  | Mrozu feat. Tomson        | „Jak nie my to kto”                                     | [ 21 ] |
| 7.  | Poparzeni Kawą Trzy       | „Byłaś dla mnie wszystkim”                              | [ 21 ] |
| 8.  | Poparzeni Kawą Trzy       | „Wezmę Cię”                                             | [ 21 ] |
| 9.  | Afromental                | „Rock & Rollin’ Love”                                   | [ 7 ]  |
| 10. | Enej                      | „Symetryczno-liryczna”                                  | [ 7 ]  |
| 11. | Enej                      | „Lili”                                                  | [ 7 ]  |
| 12. | Mrozu feat. Sound’n’Grace | „Nic do stracenia”                                      | [ 7 ]  |
| 13. | Anna F.                   | „DNA”                                                   | [ 7 ]  |
| 14. | Afromental                | „Mental House”                                          | [ 7 ]  |
| 15. | Aneta Sablik              | „Dirty Diana” (cover Michaela Jacksona)                 | [ 7 ]  |
| 16. | Aneta Sablik              | „The One”                                               | [ 7 ]  |

## Zielona Góra, 20 lipca 2014
Trzeci transmitowany na żywo w TVP2 koncert trasy koncertowej „Lato Zet i Dwójki 2014” miał miejsce 20 lipca 2014 roku w Zielonej Górze. Koncert odbył się na parkingu nieopodal basenu w Zielonej Górze, przy ul. Sulechowskiej 41. W czasie jego trwania, widzowie w głosowaniu sms-owym przyznawali nagrodę za najlepszy występ, którą ostatecznie zdobyła Anna Wyszkoni za wykonanie utworu „Na cześć wariata”. Prowadzący stwierdził, że to dla wokalistki prezent na urodziny, które obchodziła dzień później.
Zagranicznymi gośćmi specjalnymi koncertu byli Ozark Henry oraz Kim Cesarion, który po swoim występie otrzymał od fanek torbę maskotek i biustonosz. Po zakończeniu części konkursowej swój recital zaprezentowała Justyna Steczkowska, która wykonała utwory „Dziewczyna Szamana” oraz „Za karę”.

### Wykonania konkursowe
| Lp. | Artysta           | Piosenka                                           | Źródło |
| --- | ----------------- | -------------------------------------------------- | ------ |
| 1.  | De Mono           | „Póki na to czas”                                  | [ 23 ] |
| 2.  | Anna Wyszkoni     | „Czy ten pan i pani”                               | [ 23 ] |
| 3.  | Kim Cesarion      | „Undressed”                                        | [ 23 ] |
| 4.  | Kim Cesarion      | „I Love This Life”                                 | [ 23 ] |
| 5.  | Łukasz Zagrobelny | „Mówisz i masz”                                    | [ 23 ] |
| 6.  | Vox               | „Bananowy song”                                    | [ 23 ] |
| 7.  | Kasia Wilk        | „Pierwszy raz” / „Ayo Technology” (cover Katerine) | [ 23 ] |
| 8.  | De Mono           | „Statki na niebie” / „Nigdy tak jak dziś”          | [ 23 ] |
| 9.  | Myslovitz         | „Długość dźwięku samotności”                       | [ 8 ]  |
| 10. | Łukasz Zagrobelny | „Dotrę do Ciebie”                                  | [ 8 ]  |
| 11. | Ozark Henry       | „I’m Your Sacrifice”                               | [ 8 ]  |
| 12. | Ozark Henry       | „This One’s For You”                               | [ 8 ]  |
| 13. | Anna Wyszkoni     | „Na cześć wariata”                                 | [ 8 ]  |
| 14. | Siostry Hybiak    | „Don’t Let Go (Love)” (cover zespołu En Vogue)     | [ 8 ]  |
| 15. | Vox               | „Tęczowy most”                                     | [ 8 ]  |
| 16. | Myslovitz         | „Telefon”                                          | [ 8 ]  |

## Łódź, 26 lipca 2014
Koncert nie był transmitowany w telewizji. W łódzkiej Manufakturze przy ul. Drewnowskiej 58 swoje utwory zaprezentowała Edyta Górniak, DJ Adamus oraz zespół De Mono.

## Toruń, 27 lipca 2014
Czwarty transmitowany na żywo w TVP2 koncert trasy koncertowej „Lato Zet i Dwójki 2014” miał miejsce 27 lipca 2014 roku w Toruniu. Scena znajdowała się na terenie stadionu żużlowego Motoarena Toruń przy ul. Pera Jonssona 7. W czasie trwania koncertu, widzowie w głosowaniu sms-owym przyznawali nagrodę za najlepszy występ, którą ostatecznie zdobył duet Natalia Szroeder i Liber za wykonanie utworu „Nie patrzę w dół”. 
Podczas imprezy wręczono Kasi Kowalskiej symboliczny bukiet kwiatów oraz tort z okazji 20 lat istnienia na polskim rynku muzycznym oraz debiutu albumu Gemini, sprzedanego w ilości ponad 400 000 egzemplarzy. Piosenkarka zaśpiewała dodatkowo utwór „Tak... tak... to ja” w hołdzie dla Grzegorza Ciechowskiego, który pochodził z Torunia.
Wyróżnienie otrzymała także Maria Sadowska, której wręczono złotą płytę za album Jazz na ulicach. Wokalistka w ramach podziękowań wykonała singel „Life Is a Beat”.

### Wykonania konkursowe
| Lp. | Artysta                           | Piosenka                                          | Źródło |
| --- | --------------------------------- | ------------------------------------------------- | ------ |
| 1.  | Arash                             | „Boro Boro”                                       | [ 27 ] |
| 2.  | Margaret                          | „Wasted”                                          | [ 27 ] |
| 3.  | Big Cyc                           | „Makumba”                                         | [ 27 ] |
| 4.  | Big Cyc                           | „Rudy się żeni”                                   | [ 27 ] |
| 5.  | Natalia Szroeder i Liber          | „Wszystkiego na raz”                              | [ 27 ] |
| 6.  | Kombii                            | „Słodkiego miłego życia”                          | [ 27 ] |
| 7.  | Kombii                            | „Jak pierwszy raz”                                | [ 27 ] |
| 8.  | Urszula                           | „Dmuchawce, latawce, wiatr”                       | [ 27 ] |
| 9.  | Urszula                           | „Twoje zdrowie mała”                              | [ 27 ] |
| 10. | Margaret                          | „Thank You Very Much”                             | [ 9 ]  |
| 11. | Arash                             | „Sex Love Rock n Roll (SLR)”                      | [ 9 ]  |
| 12. | Natalia Szroeder i Liber          | „Nie patrzę w dół”                                | [ 9 ]  |
| 13. | Michał Szyc                       | „Peron” (cover zespołu Jamal)                     | [ 9 ]  |
| 14. | Claydee                           | „Mamacita Buena”                                  | [ 9 ]  |
| 15. | Kasia Kowalska                    | „Spowiedź”                                        | [ 9 ]  |
| 16. | Kasia Kowalska                    | „Antidotum”                                       | [ 9 ]  |
| 17. | Kasia Kowalska                    | „Tak... tak... to ja” (cover zespołu Obywatel GC) | [ 9 ]  |
| 18. | Manchester                        | „Dziewczyna gangstera”                            | [ 9 ]  |
| 19. | Maria Sadowska i Juan Carlos Cano | „Bad” (cover Michaela Jacksona)                   | [ 9 ]  |

## Koszalin, 3 sierpnia 2014
Piąty transmitowany na żywo w TVP2 koncert trasy koncertowej „Lato Zet i Dwójki 2014” miał miejsce 3 sierpnia 2014 roku w Koszalinie. Koncert odbył się na deskach Amfiteatru im. Ignacego Jana Paderewskiego. Podczas imprezy siedmiu czołowych polskich artystów wystąpiło na scenie wspólnie z debiutującymi wokalistami, którzy rywalizowali o statuetkę festiwalu „Na Fali” oraz nagrodę pieniężną w wysokości 10 000 złotych. Muzyczni amatorzy do duetów zostali wyłonieni w drodze castingu. W czasie trwania koncertu, widzowie w głosowaniu sms-owym przyznawali nagrodę za najlepszy występ, którą ostatecznie zdobył zespół LemON wykonujący wspólnie z Karoliną Nawrocką utwór „Wkręceni – Nie ufaj mi”. Koncert poprowadził Rafał Olejniczak z Anną Popek, a gościnnie towarzyszył im Cezary Pazura.
Wydarzenie otworzył występ Donatana i Cleo, którzy wykonali utwór „My Słowianie”. Podczas występu wspierały ich modelki Paula Tumala oraz Ola Ciupa. Duet otrzymał pierwszą w historii statuetkę dla przebojowego duetu roku, przyznaną przez władze miasta Koszalina w ramach festiwalu „Na Fali”.
Poza częścią konkursową, goście specjalni wystąpili również solo w swoich największych przebojach. Swoje utwory zaprezentowali: Margaret („Thank You Very Much”), Bracia („Po drugiej stronie chmur”), Mesajah („Szukając szczęścia”), Lombard („Przeżyj to sam”), Ewelina Lisowska („We mgle”) oraz zespół LemON, który premierowo wykonał singel „Scarlett” promujący ich drugi album studyjny. Gwiazdą wieczoru była Edyta Górniak, której prezydent Koszalina Piotr Jedliński przyznał statuetkę „Bursztynowej Fali”. Wokalistka zaśpiewała „Perfect Heart”, „Teraz – tu”, „Your High”, „Nie zapomnij” oraz „Szyby”.
W trakcie trwania koncertu, Kamil Nosel rozdawał publiczności jabłka w ramach akcji „Jedz jabłka na złość Putinowi”.

### Wykonania konkursowe
| Lp. | Artysta                              | Piosenka                 | Źródło |
| --- | ------------------------------------ | ------------------------ | ------ |
| 1.  | Margaret i Eddie E-Five              | „Wasted”                 | [ 30 ] |
| 2.  | Bracia i Igor Marinow                | „Wierzę w lepszy świat”  | [ 30 ] |
| 3.  | Ewa Farna i Patrycja Nowicka         | „Znak”                   | [ 30 ] |
| 4.  | Mesajah i Dawid Albaaj               | „Lepsza połowa”          | [ 30 ] |
| 5.  | Lombard i Kuba Leciej                | „Szklana pogoda”         | [ 30 ] |
| 6.  | Ewelina Lisowska i Patrycja Zarychta | „W stronę słońca”        | [ 10 ] |
| 7.  | LemON i Karolina Nawrocka            | „Wkręceni – Nie ufaj mi” | [ 10 ] |

## Zabrze, 17 sierpnia 2014
Szósty transmitowany na żywo w TVP2 koncert trasy koncertowej „Lato Zet i Dwójki 2014” miał miejsce 17 sierpnia 2014 roku w Zabrzu. Koncert odbył się na placu nieopodal pływalni Aquarius, przy Al. Wojciecha Korfantego 18. W czasie jego trwania, widzowie w głosowaniu sms-owym przyznawali nagrodę za najlepszy występ, którą ostatecznie zdobyła Kasia Popowska za wykonanie utworu „Przyjdzie taki dzień”. Na scenie pozakonkursowo wystąpił zespół Feel, który premierowo wykonał utwór „Taki Twój los”.

### Wykonania konkursowe
| Lp. | Artysta                                           | Piosenka | Źródło |
| --- | ------------------------------------------------- | --- | ------ |
| 1.  | Rafał Brzozowski                                  | „Tak blisko” | [ 32 ] |
| 2.  | Sunrise Avenue                                    | „Fairytale Gone Bad” | [ 32 ] |
| 3.  | Red Lips                                          | „To co nam było” | [ 32 ] |
| 4.  | Bracia                                            | „Wierzę w lepszy świat” | [ 32 ] |
| 5.  | Bracia                                            | „Nad przepaścią” | [ 32 ] |
| 6.  | Nabiha                                            | „Mind The Gap” | [ 32 ] |
| 7.  | Nabiha                                            | „Bang That Drum” | [ 32 ] |
| 8.  | Kasia Sawczuk                                     | „Let It Be” (cover The Beatles) | [ 32 ] |
| 9.  | Patrycja Markowska                                | „Everybody Needs Somebody to Love” (cover The Blues Brothers) / „Poszłabym za tobą” (cover Breakoutu) / „Hush” (cover Deep Purple) | [ 32 ] |
| 10. | Patrycja Markowska i Artur Gadowski               | „Ocean” | [ 32 ] |
| 11. | Feel                                              | „A gdy jest już ciemno” | [ 11 ] |
| 12. | Sunrise Avenue                                    | „Hollywood Hills” | [ 11 ] |
| 13. | Sunrise Avenue                                    | „Lifesaver” | [ 11 ] |
| 14. | IRA                                               | „Szczęśliwego Nowego Jorku” | [ 11 ] |
| 15. | Kasia Popowska                                    | „Przyjdzie taki dzień” | [ 11 ] |
| 16. | Rafał Brzozowski                                  | „Magiczne słowa” (cover zespołu Ziyo)                                                                                              | [ 11 ] |
| 17. | Szymon Wydra & Carpe Diem                         | „Życie jak poemat” | [ 11 ] |
| 18. | Szymon Wydra & Carpe Diem feat. Marie Napieralska | „Duch” | [ 11 ] |
| 19. | Patrycja Markowska                                | „Nim się zamienisz w żart” | [ 11 ] |

## Uniejów, 24 sierpnia 2014
Ostatni, siódmy transmitowany na żywo w TVP2 koncert trasy koncertowej „Lato Zet i Dwójki 2014” miał miejsce 24 sierpnia 2014 roku w Uniejowie. Scena znajdowała się pod termami przy ul. Zamkowej 3/5. W czasie trwania koncertu, widzowie w głosowaniu sms-owym przyznawali nagrodę za najlepszy występ, którą ostatecznie zdobył po raz drugi zespół Pectus za wykonanie utworu „Barcelona”. Koncert poprowadził Rafał Olejniczak oraz Magdalena Mielcarz.
Wydarzenie rozpoczęła grupa Wilki, która pozakonkursowo wykonała utwory „Baśka” i „Nie stało się nic”. Ponadto Margaret zaśpiewała premierowo utwór „O mnie się nie martw” będący ścieżką dźwiękową pochodzącą z serialu telewizyjnego o takim samym tytule. Gościem specjalnym imprezy po raz trzeci była Edyta Górniak, której singel „Your High” utrzymywał się przez ponad 3 miesiące na szczycie listy przebojów Radia Zet. Wokalistka wykonała utwór „Teraz – tu” oraz remiks przeboju „Your High”.

### Wykonania konkursowe
| Lp. | Artysta           | Piosenka                                         | Źródło |
| --- | ----------------- | ------------------------------------------------ | ------ |
| 1.  | Margaret          | „Wasted”                                         | [ 34 ] |
| 2.  | Margaret          | „O mnie się nie martw” (cover Katarzyny Sobczyk) | [ 34 ] |
| 3.  | Grzegorz Hyży     | „Na chwilę” / „Wstaję”                           | [ 34 ] |
| 4.  | LemON             | „Wkręceni – Nie ufaj mi”                         | [ 34 ] |
| 5.  | Afromental        | „It’s My Life”                                   | [ 34 ] |
| 6.  | Pectus            | „Barcelona”                                      | [ 34 ] |
| 7.  | Pectus            | „Szkoła marzeń”                                  | [ 34 ] |
| 8.  | Mr. Probz         | „Waves”                                          | [ 34 ] |
| 9.  | Donatan i Cleo    | „My Słowianie”                                   | [ 6 ]  |
| 10. | LemON             | „Scarlett”                                       | [ 6 ]  |
| 11. | Afromental        | „Rock & Rollin’ Love”                            | [ 6 ]  |
| 12. | Afromental        | „Mental House”                                   | [ 6 ]  |
| 13. | Janusz Panasewicz | „Między nami nie ma już”                         | [ 6 ]  |
| 14. | Meri              | „Sestra”                                         | [ 6 ]  |
| 15. | Juan Carlos Cano  | „Nadzieja” (cover zespołu IRA)                   | [ 6 ]  |
| 16. | Enclose           | „Lesson Learned”                                 | [ 6 ]  |
| 17. | Donatan i Cleo    | „Nie lubimy robić”                               | [ 6 ]  |